# Kirchmühle Langenwolmsdorf

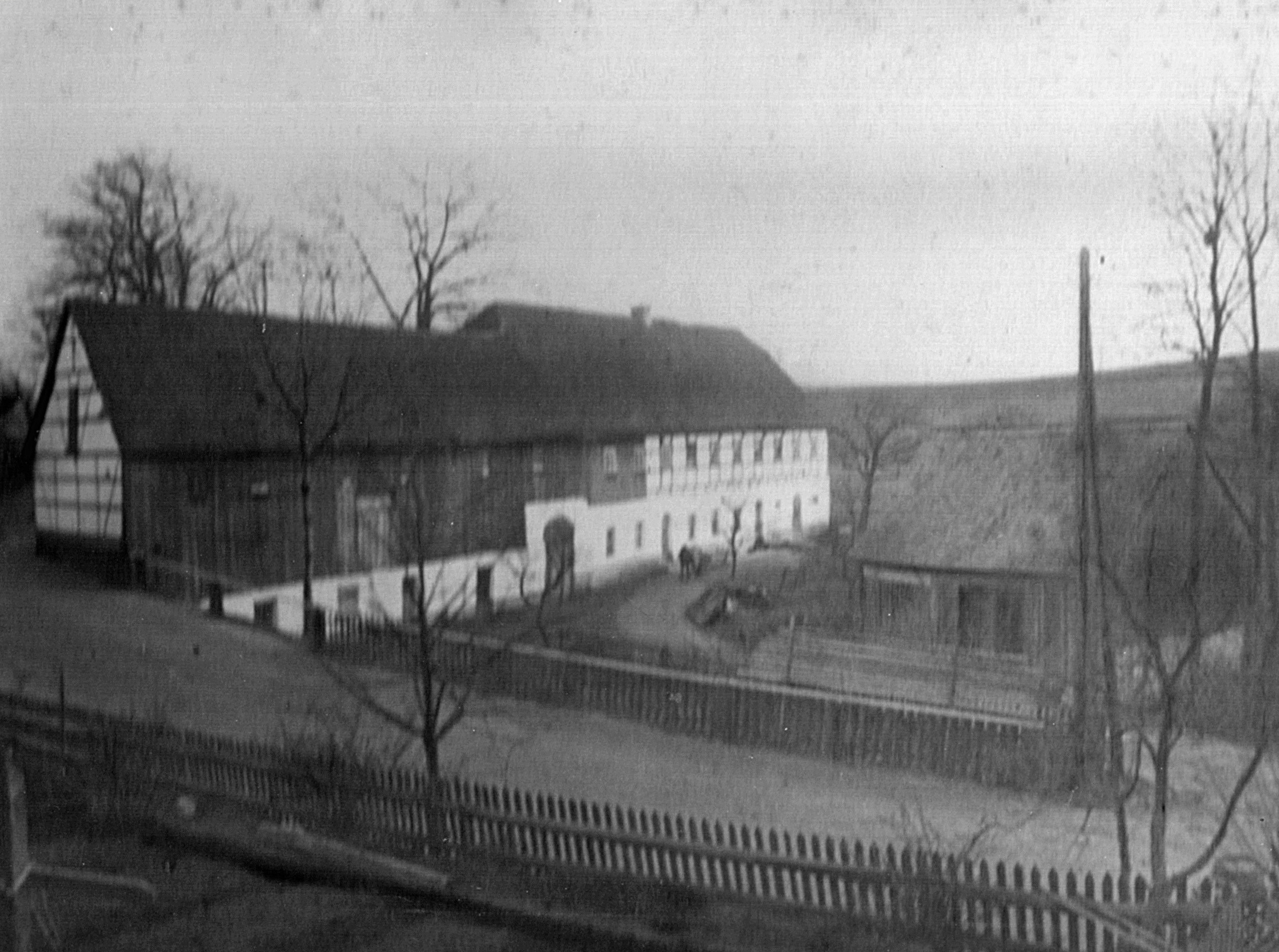
Kirchmühle Langenwolmsdorf 1910

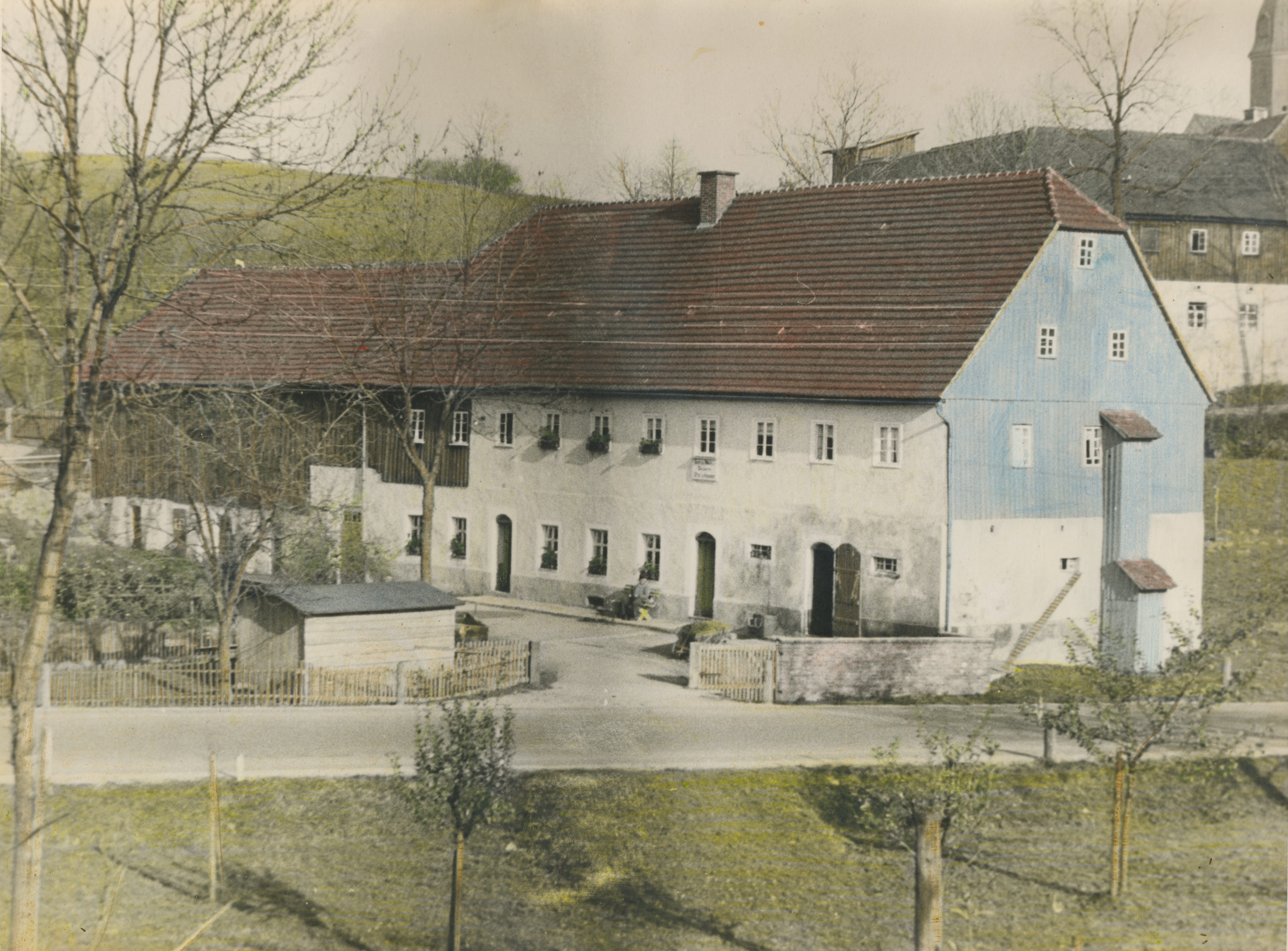
Kirchmühle Langenwolmsdorf 1940

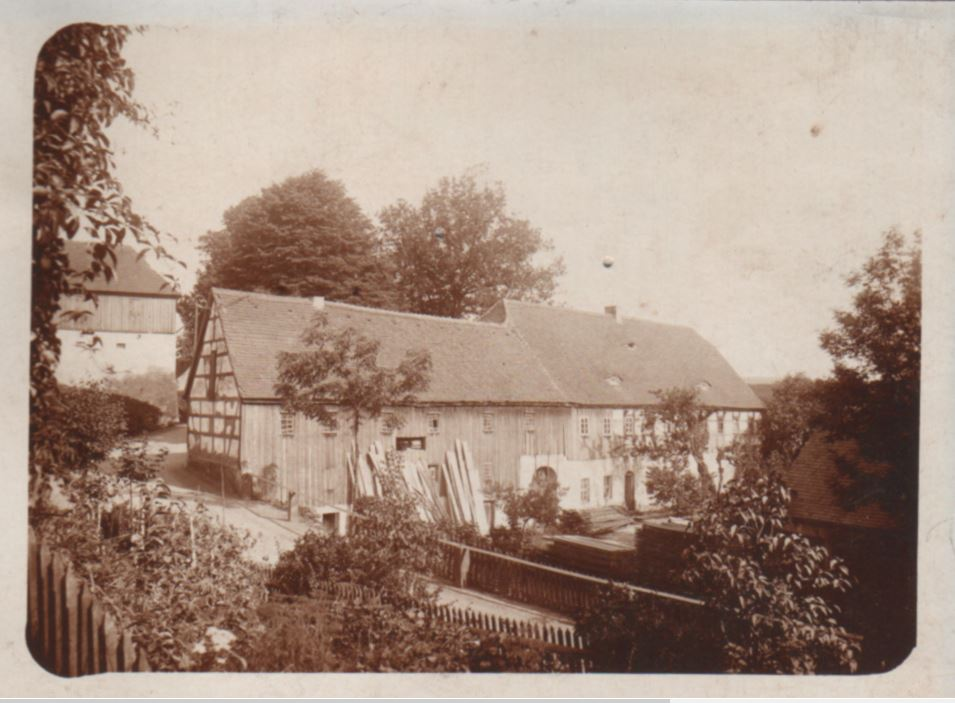
Kirchmühle Langenwolmsdorf 1949

Die Kirchmühle Langenwolmsdorf ist eine funktionsfähige Wassermühle im Stolpener Ortsteil Langenwolmsdorf (Landkreis Sächsische Schweiz-Osterzgebirge). Die Wasserkraftanlage steht unter Denkmalschutz.

## Lage und Baubeschreibung
Die Kirchmühle Langenwolmsdorf befindet sich in der Hauptstraße 44 in Langenwolmsdorf, Ortsteil der Stadt Stolpen.

## Geschichte

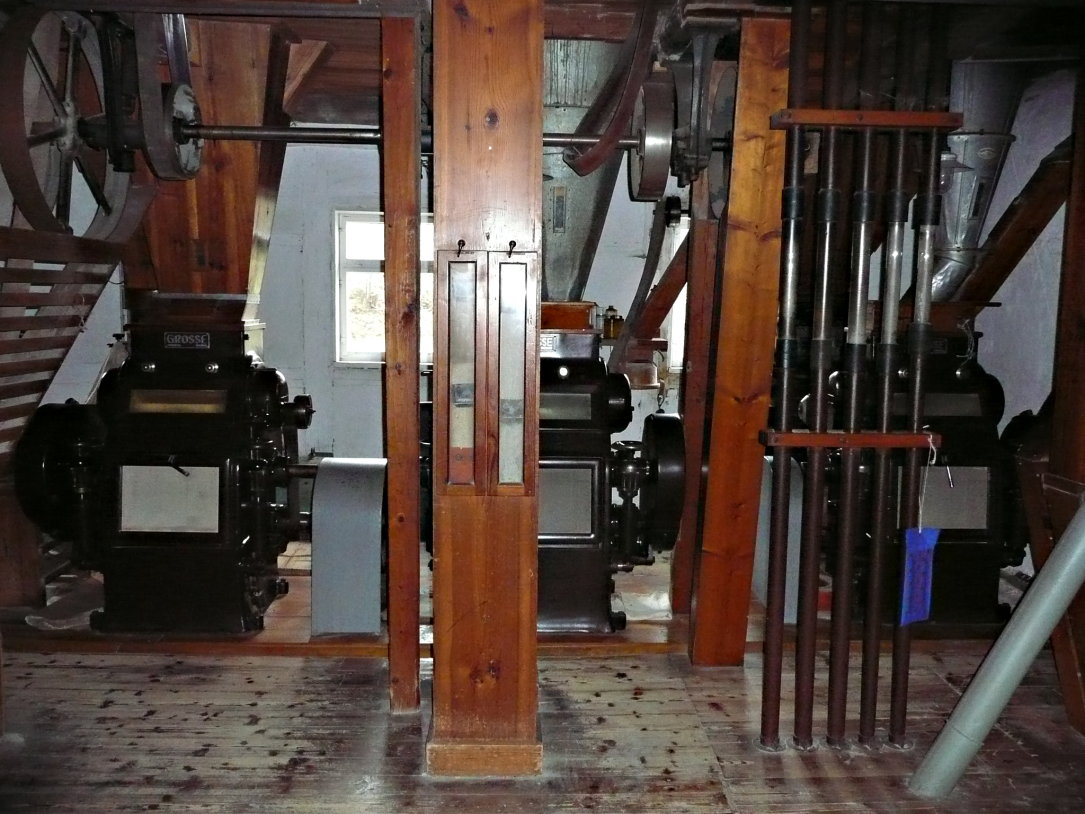
Walzenstühle in der Kirchmühle Langenwolmsdorf

Die Kirchmühle Langenwolmsdorf wurde im Jahr 1559 im Amtserbbuch zum ersten Mal urkundlich erwähnt. Es wird vom Besitzer Matts Brehm, dem Mittelmüller berichtet. Die Mühle umfasst damals eine Hufe Grundstück. Im Jahr 1560 auf der damals erschienenen Oeder-Karte wird ein Georg Brehm mit einer Mühle mit einem Gang und der Brettmühle genannt. Nach 1576 geht der Besitz an Georg Clare. 1602 ist im Landessteuerregister Caspar Clare mit nur einer Mahlmühle sowie einem Besitz von 6 Ruten und ½ Hufe und im Schocksteuerregister von 1612 mit 9 Ruten ¾ Hufe aufgeführt. Schon 1651 ist im Kirchenbuch Langenwolmsdorf Melchior Böhme als Besitzer eingetragen, der zu diesem Zeitpunkt allerdings bereits verstorben war. 1653 wird dort als neuer Besitzer Jacob Kotte genannt. 1667 gehört zu der Mühle, die die „Kirchmühle genannt (wird) und auf der Gemeinde steht“, „ein dazu gekauftes Luschdorf“. Es wurde also vermutlich ein Teil des ehemaligen Luschdorfs nach dessen Zerstörung an die Mühle verkauft. Um 1670 besitzt Marten Kotten die Mühle, die auch 1721 im Lexikon von Sachsen genannt wird. Er vererbt sie 1711 seinem Sohn Christian Kotte, bei dem sie 1774 abbrennt. Sie wurde wieder aufgebaut und am 23. Juli 1783 besitzt ein Johann Gottlob Kotte die Kirchmühle. Im Jahr 1826 brennt die Kirchmühle erneut ab. Am 9. März 1867 kaufte Johann Heinrich Lehmann (geb. 1836) den Besitz der Kirchmühle von Karl August Neumann. Nach seinem Tod 1870 geht der Besitz im Erbgang an seine Ehefrau Caroline Wilhelmine über, von der ihr Sohn Karl Hermann Lehmann (geb. 1867) am 7. September 1895 den Besitz käuflich erwarb. Als 1913 nach dem Tod von Karl Hermann Lehmann die Mühle an dessen Frau Amalie Wilhelmine überging, wurde die Schneidemühle stillgelegt. Im Zug der Elektrifizierung 1917 wurde ein Elektromotor angeschlossen, um die Mühle bei Niedrigwasser zu betreiben. Der Nachfolger Karl Hermann Lehmanns, sein Sohn Otto Hermann Lehmann pachtete die Mühle am 1. Januar 1931 von seiner Mutter, meldet zum 2. Januar 1931 die Mahlmühle und Bäckerei als Gewerbe an und kaufte sie schließlich im Jahre 1936. Nach dem Tod Otto Hermann Lehmanns 1976 geht der Besitz der Kirchmühle in eine Erbengemeinschaft über. Die Söhne Horst Lehmann (Gewerbe seit 31. Januar 1974) als Müllermeister und Günther Lehmann (Gewerbe seit 12. November 1976) als Bäckermeister führen die Geschäfte in zwei unabhängigen Betrieben weiter. Die Mühle war schon im 17. Jahrhundert eine Mahl- und eine Schneidemühle. Bis 1913 wurde die Mahlmühle sowie die Schneidemühle mit je einem Wasserrad oberschlächtig angetrieben. Nach der Stilllegung der Schneidemühle 1913 erfolgten laufende technische Verbesserungen in der Mahlmühle sowie in der Bäckerei. 1956 wurde das bis dahin 48 cm breite Schaufelrad in ein 60 cm breites Schaufelrad verändert. Die Wasserkraftanlage der Kirchmühle wurde 2014 saniert und wird zur Stromerzeugung genutzt.